# 安亭镇文体活动中心
安亭镇文体活动中心是中華人民共和國上海市嘉定區安亭鎮的一個文体活动场所，建于2008年，建筑面积1.6万平方米。2021年，安亭镇文体活动中心改造完成。同年，洛合体育獲得场馆的运营权。安亭镇文体活动中心內部設有羽毛球場、健身房、游泳馆、亲子运动中心。